# Maison du marbre et de la géologie à Rinxent
La Maison du marbre et de la géologie est situé à Rinxent.

## Historique
Ouverte en 1987, la maison du marbre souffre d'une désaffection du public depuis quelques années. La majorité des visiteurs sont des scolaires.